# Ruzizi
Il fiume Ruzizi, spesso chiamato Rusizi, scorre dal lago Kivu al lago Tanganica in Africa centrale nella regione dei Grandi laghi.
Esso delinea dapprima il confine meridionale tra la Repubblica Democratica del Congo ed il Ruanda, poi tra la Repubblica Democratica del Congo ed il Burundi.
Una diga fu costruita allo sbocco del fiume nel 1958 che ne modificò il livello e la portata. La centrale idroelettrica fornisce elettricità alla città di Bubanza, ed è in grado di generare 148 GWh ogni anno.